# Jerzy Niecikowski

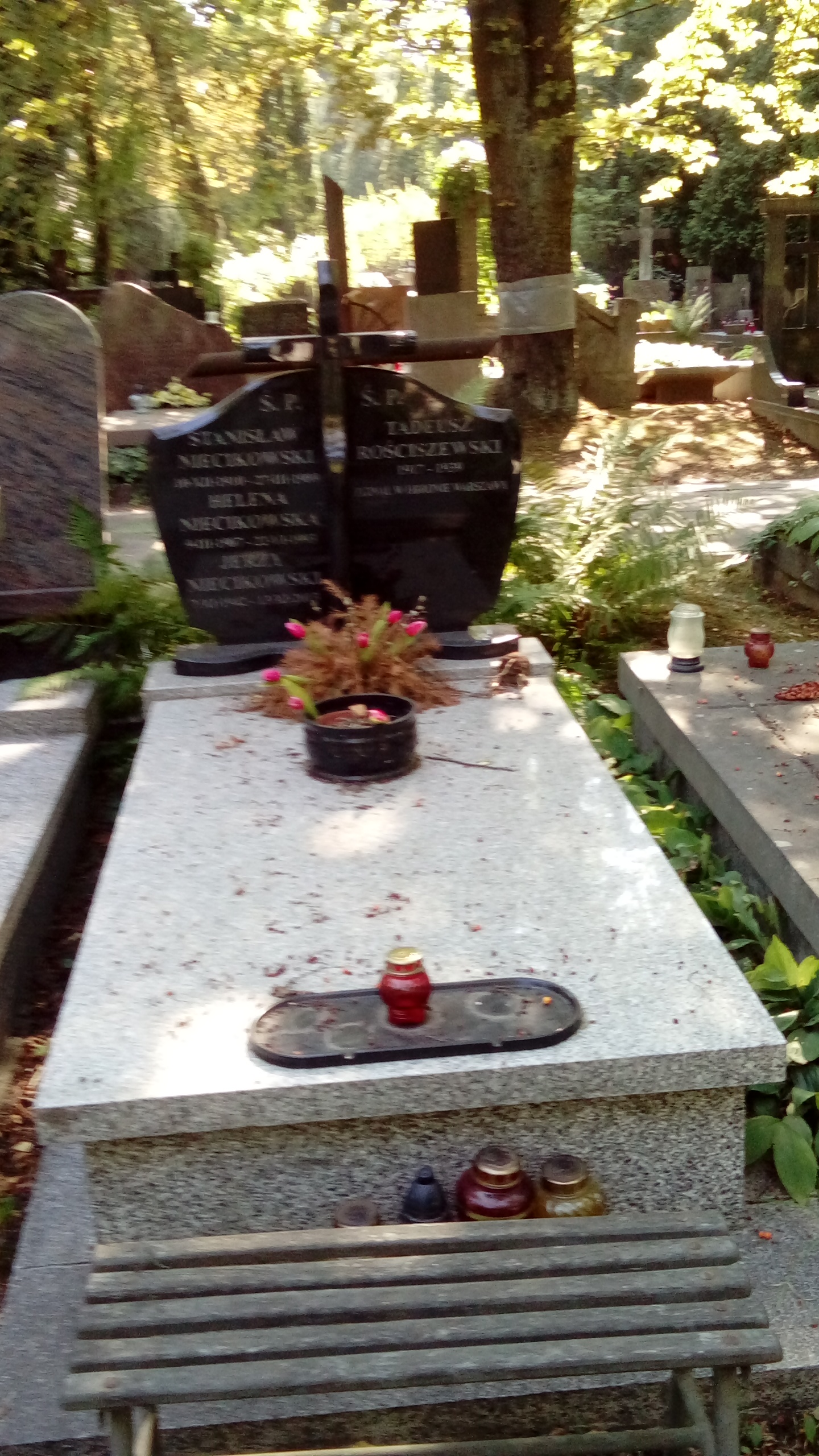
Grób Jerzego Niecikowskiego na Cmentarzu Wojskowym na Powązkach

Jerzy Niecikowski (ur. 7 listopada 1942 w Kownacinku zm. 13 listopada 2013 w Warszawie) – polski filozof, krytyk filmowy i publicysta.

## Życiorys
Studiował i doktoryzował się na Wydziale Filozofii Uniwersytetu Warszawskiego. Był wychowankiem warszawskiej szkoły idei, uczniem Bronisława Baczki i Leszka Kołakowskiego.
Przedmiotem jego zainteresowań naukowych była myśl Bergsona, Nietzschego i Kanta.
Debiutował w 1963 r. jako krytyk filmowy na łamach tygodnika „Ekran”. Recenzent „Kultury” (Warszawa), asystent na UW w Katedrze Historii Filozofii Nowożytnej i Polskiej. W latach 1967–1971 był kierownikiem działu krytyki literackiej we „Współczesności”. Na skutek wydarzeń marcowych ‘68 usunięty z UW. Był kierownikiem działu eseistyki, recenzji i informacji Literatury na Świecie, wykładowcą literatury powszechnej w PWST, felietonistą magazynu Film oraz redaktorem Biblioteki Myśli Współczesnej w PIW. Współzałożyciel miesięcznika „Meritum”. W ostatnich latach był adiunktem w Katedrze Historii Sztuki i Teorii Kultury
na Wydziale Zarządzania Kulturą Wizualną Akademii Sztuk Pięknych w Warszawie. Spoczywa na Cmentarzu Wojskowym na Powązkach, kwatera A17-7-16.
Niecikowski jest autorem powieści „Reguły gry” opublikowanej przez wydawnictwo „Most” w 1987 i 1991
oraz autorem licznych artykułów i recenzji o tematyce filmowej

## Publikacje książkowe
- Reguły gry (powieść), Warszawa, Most, 1987 & 1991 .
- Nihilizm : dzieje, recepcja, prognozy, wybór tekstów i oprac. Stanisław Gromadzki i Jerzy Niecikowski, Warszawa : Wydział Filozofii i Socjologii Uniwersytetu Warszawskiego, 2001.